# Подборовье-2
Подборовье-2 — деревня в Торошинской волости Псковского района Псковской области России.
Расположена в 20 км к северо-востоку от Пскова, в 16 км к северо-западу от деревни Подборовье-1 и в 12 км к западу от деревни Торошино.
| 2001 | 2002 | 2010 |
| ---- | ---- | ---- |
| 18   | ↗25  | ↘13  |